# Cytrynian kofeiny
Cytrynian kofeiny (łac. coffeinum citricum) – materiał krystaliczny otrzymywany poprzez kokrystalizację z mieszaniny kofeiny i kwasu cytrynowego, stosowany jako lek w leczeniu bezdechu wcześniaków.

## Otrzymywanie
Cytrynian kofeiny powstaje w formie bezwodnych kokryształów kwasu cytrynowego i kofeiny w stosunku 1:1 podczas rozcierania obu związków w obecności wody lub chloroformu. Można go też otrzymać w wyniku rozcierania kwasu cytrynowego z hydratem kofeiny (kofeina·0,8H
2O) bez obecności rozpuszczalnika; natomiast rozcieranie w takich warunkach bezwodnej kofeiny z kwasem cytrynowym (bezwodnym lub hydratem) daje jedynie mieszaninę obu związków, a nie kokryształy. Analiza rentgenostrukturalna kokryształów ujawniła, że cząsteczki obu związków tworzą czteroelementowe pierścienie, w których dwie cząsteczki kwasu cytrynowego są powiązane naprzemiennie z dwiema cząsteczkami kofeiny za pomocą wiązań wodorowych, obecnych pomiędzy grupami karboksylowymi kwasu a atomami N-9 i O-6 kofeiny.

## Mechanizm działania biologicznego
Działanie biologiczne cytrynianu kofeiny jest identyczne jak kofeiny. Dokładny mechanizm działania kofeiny u noworodków nie został poznany, ale zaproponowano następujące drogi działania: stymulacja ośrodka oddechowego, zwiększenie wentylacji minutowej, zmniejszenie progu do hiperkapnii, zwiększenie reakcji na hiperkapnię, zwiększenie napięcia szkieletowo-mięśniowego, zmniejszenie zmęczenia przeponowego, zwiększenie szybkości metabolizmu oraz zwiększenie zużycia tlenu.

## Zastosowanie medyczne

### Unia Europejska
- leczenie bezdechu pierwotnego u wcześniaków[7]

### Stany Zjednoczone
- krótkotrwałe leczenie bezdechu pierwotnego u noworodków urodzonych od 28 tygodnia do poniżej 33 tygodnia ciąży[8]

Cytrynian kofeiny znajduje się na wzorcowej liście podstawowych leków Światowej Organizacji Zdrowia (WHO Model Lists of Essential Medicines) (2019).
Cytrynian kofeiny jest dopuszczony do obrotu w Polsce (2020).

## Działania niepożądane
Cytrynian kofeiny może powodować następujące działania niepożądane u ponad 1% pacjentów: hiperglikemia, zapalenie w miejscu podania wlewu, tachykardia, zakrzepowe zapalenie żył powierzchownych w miejscu podania wlewu.